# 1490-й гвардейский зенитный ракетный полк
1490-й гвардейский зенитный ракетный Киевско-Лодзинский Краснознаменный орденов Кутузова и Богдана Хмельницкого полк имени 50-летия СССР — тактическое формирование Воздушно-космических сил Российской Федерации. Свою историю начинает с 1919 года. Полк находится в составе 6-й армии ВВС и ПВО и дислоцируется в пгт. Ульяновка Ленинградской области.

## История
Был образован в 1919 году приказом по Кронштадтской крепости. Подразделение преобразовано в 1942 г. в Москве, и получило наименование 8-й зенитной артиллерийской дивизии РГК из трех полков малокалиберной зенитной артиллерии различных подразделений. Позже переведено в г. Ногинск Московской обл.
Весной 1943 году дивизия была отправлена на Воронежский фронт (недалеко от г. Обоянь) и занималась прикрытием войск. Участвовала в битве на Курской Дуге, обеспечивала противовоздушную оборону. Осенью присвоено наименование Киевской за освобождение столицы бывшей УССР.
На протяжении зимы 1944 года дивизия занималась обеспечением противовоздушного прикрытия войск в течение Житомирско-Бердичевской операции. За героизм, проявленный во время ее проведения, награждена орденом Красного Знамени.
За освобождение г. Черновцы награждена орденом Богдана Хмельницкого в 1944 году. В этом же году переформирована в 4-ю гвардейскую зенитно-артиллерийскую дивизию.
Соединение участвовало еще в ряде операций на протяжении Великой Отечественной войны. Среди них — Львовско-Сандомирская, Варшавско-Познанская, Берлинская и форсирование р. Одера. В феврале 1945 году за прикрытие войск при наступлении армии по направлению г. Лодзь удостоена почетного наименования Лодзинской. За мужество при прорыве обороны Бранденбурга награждена орденом Кутузова 2-й степени.
Расформирована в 1961 году. Преемником дивизии в настоящее время является 1490 гвардейский зенитный ракетный полк.

## Вооружение[2]
С 2020 года на вооружение полка находятся ЗРК С-400.

## Галерея

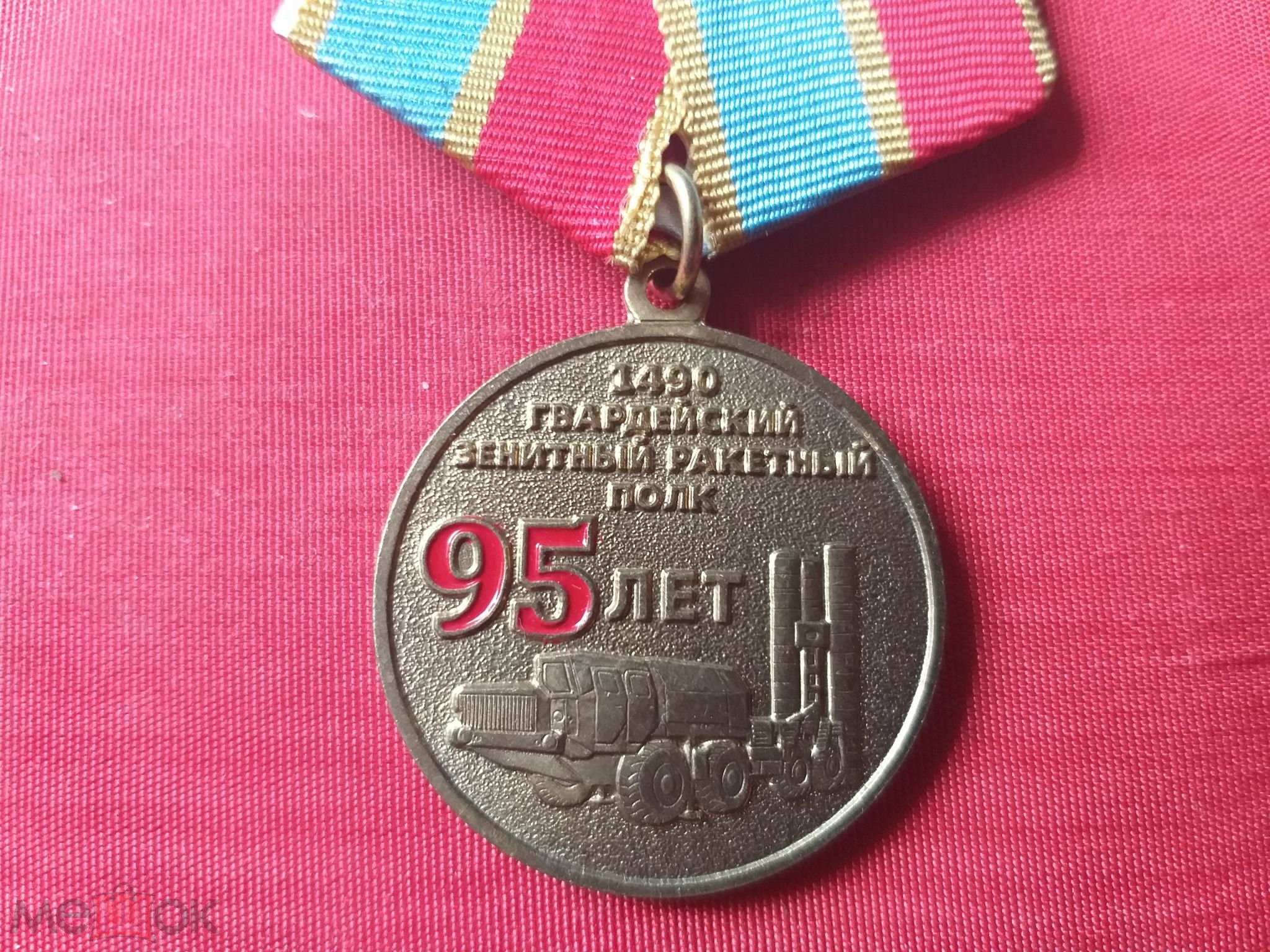
Медаль к 95-летию полка
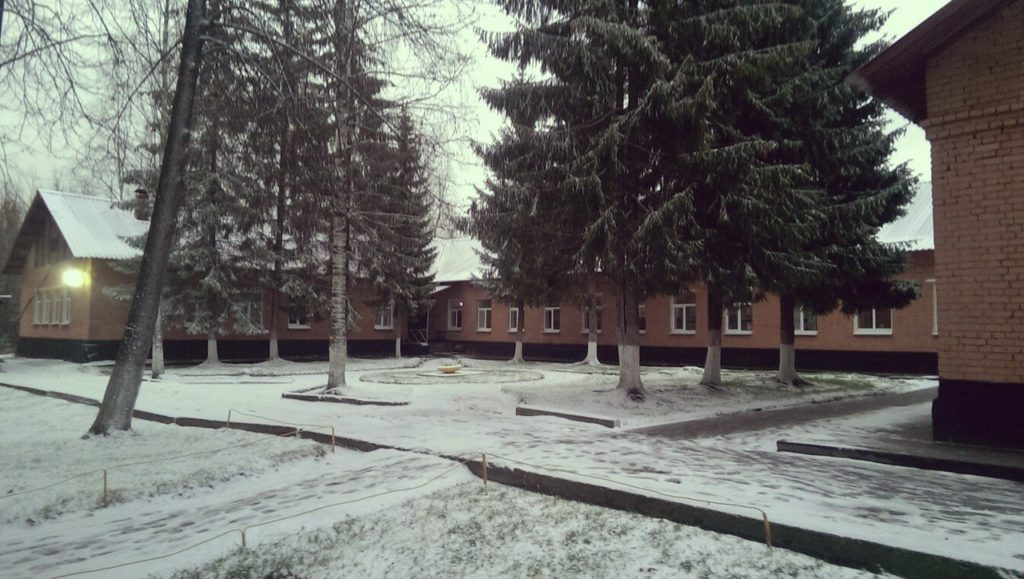
Казарма 1 ЗРДН "Герой"